# Tuamotuichthys
Tuamotuichthys är ett släkte av fiskar. Tuamotuichthys ingår i familjen Bythitidae.
Kladogram enligt Catalogue of Life:
| Tuamotuichthys | \| \| Tuamotuichthys bispinosus \| \| \| \| \| \| Tuamotuichthys marshallensis \| \| \| \| \| \| Tuamotuichthys schwarzhansi \| \| \| \| |
|                | \| \| Tuamotuichthys bispinosus \| \| \| \| \| \| Tuamotuichthys marshallensis \| \| \| \| \| \| Tuamotuichthys schwarzhansi \| \| \| \| |
|                | Tuamotuichthys bispinosus |
|                | |
|                | Tuamotuichthys marshallensis |
|                | |
|                | Tuamotuichthys schwarzhansi |
|                | |